# Sames II de Comagene
Sames o Samos II Theosebes Dikaios (en griego antiguo: Σάμος Θεοσεβής Δίκαιος, muerto en 109 a. C.) fue el segundo rey de Comagene . De ascendencia armenia, era el hijo y sucesor de Ptolomeo de Comagene.
Sames reinó como rey entre 130 a. C. a 109 a. C. Durante su reinado, Sames ordenó la construcción de la fortaleza de Samosata que ahora está sumergida por el agua de la presa de Atatürk.  Sames murió en 109 a. C. Su esposa era Pythodoris, hija de los reyes del Ponto, y su hijo y sucesor fue Mitrídates I Calínico.
| Predecesor: Ptolomeo de Comagene | Rey de Comagene 130 a. C. – 109 a. C. | Sucesor: Mitrídates I Calínico |